# Montagny (Rhône)
Montagny ist eine französische Gemeinde im Département Rhône in der Region Auvergne-Rhône-Alpes. Sie gehört zum Arrondissement Lyon und ist Teil des Kantons Saint-Symphorien-d’Ozon (bis 2015: Kanton Givors). Montagny hat 3212 Einwohner (Stand: 1. Januar 2022).

## Geographie
Montagny liegt etwa 16 Kilometer südsüdwestlich von Lyon am Fluss Garon. Umgeben wird Montagny von den Nachbargemeinden Vourles im Norden und Nordosten, Millery im Osten, Grigny-sur-Rhône im Südosten, Givors im Süden, Beauvallon im Südwesten sowie Taluyers im Nordwesten. 
Montagny gehört zum Weinbaugebiet Coteaux du Lyonnais.

## Bevölkerungsentwicklung
| Jahr                       | 1962 | 1968 | 1975 | 1982 | 1990 | 1999 | 2006 | 2012 |
| -------------------------- | ---- | ---- | ---- | ---- | ---- | ---- | ---- | ---- |
| Einwohner                  | 703  | 762  | 1227 | 1803 | 2202 | 2322 | 2377 | 2604 |
| Quellen: Cassini und INSEE |      |      |      |      |      |      |      |      |

## Sehenswürdigkeiten
- Kirche aus dem 12. Jahrhundert
- Reste des Schlosses Montagny aus dem 12. Jahrhundert, 1561 zerstört, seitdem Ruine

## Weblinks

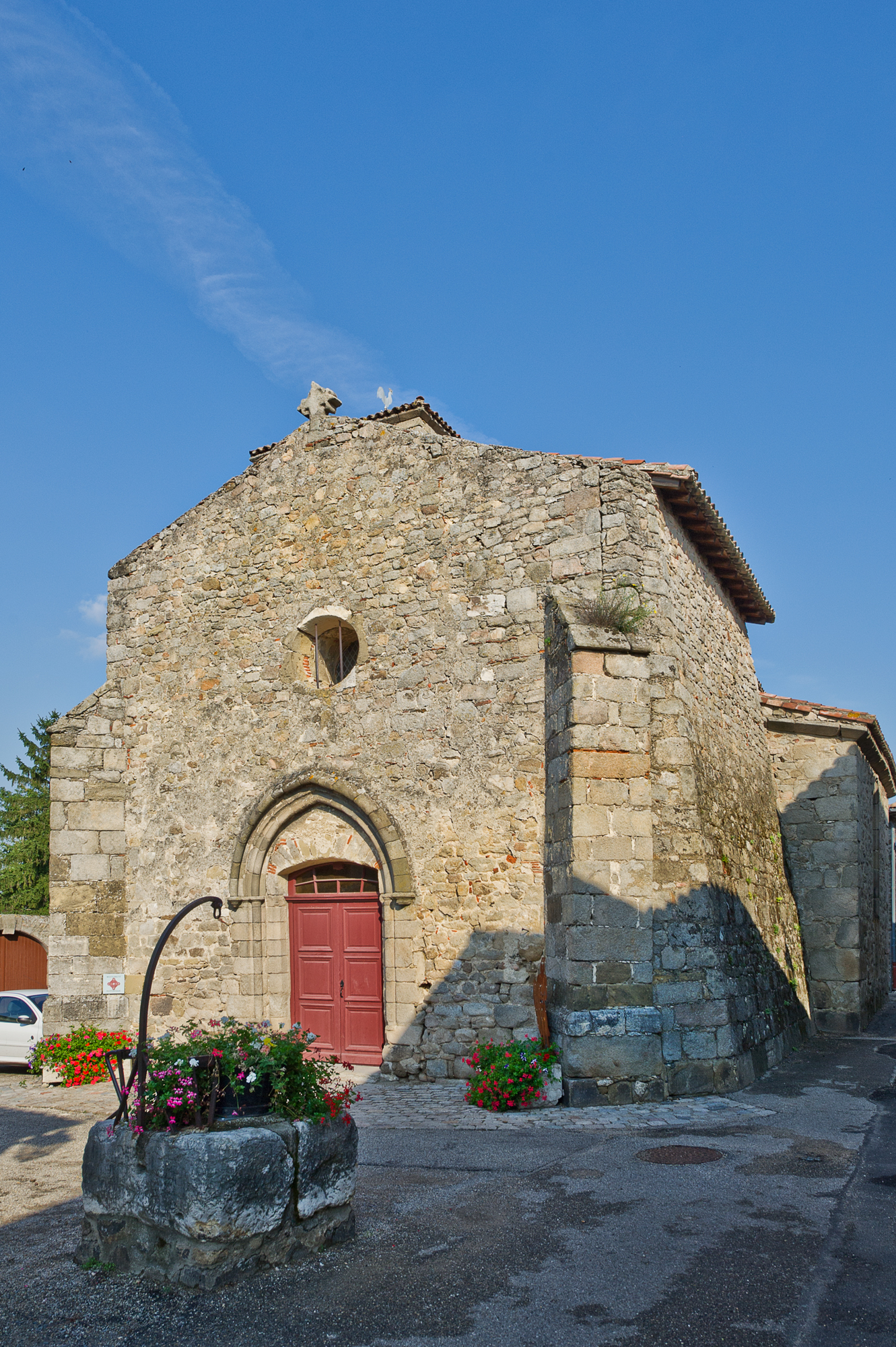
Kirche Saint-Sulpice